# Анита Блейк (серия романов)
Анита Блейк — серия книг в жанре фэнтэзи, которую написала Лорел Гамильтон.

## Серия книг об Аните
- Запретный плод / англ. Guilty Pleasures (1993)
- Смеющийся труп / англ. The Laughing Corpse  (1994)
- Цирк проклятых / англ. Circus of the Damned (1995)
- Кафе лунатиков / англ. The Lunatic Cafe (1996)
- Кровавые кости / англ. Bloody Bones (1996)
- Смертельный танец / англ. The Killing Dance (1997)
- Жертва всесожжения / англ. Burnt Offerings (1998)
- Голубая Луна / англ. Blue Moon (1999)
- Девушка, влюбленная в смерть
- Обсидиановая бабочка / англ. Obsidian Butterfly (2000)
- Нарцисс в цепях / англ. Narcissus in Chains (2001)
- Лазоревый грех / англ. Cerulean Sins (2003)
- Сны инкуба / англ. Incubus Dreams (2004)
- Мика /англ. Micah (2006)
- Пляска смерти /англ. Danse Macabre (2006)
- Арлекин / англ. The Harlequin (2007)
- Чёрная кровь / англ. Blood Noir (2008) в России издана как «Кровь Нуар», изд. АСТ
- Обмен кожей /англ. Skin Trade (2009) в России издана как «Обнаженная натура», изд. АСТ
- Флирт /англ. Flirt (2010)
- Пуля /англ. Bullet (2010) в России издана как «Стисни зубы и умри», изд. АСТ
- Чёрный список /англ. Hit List (2011) в России издана как «Список на ликвидацию», изд. АСТ
- Поцелуй мертвеца / англ. Kiss the Dead (2012) - в России издана как «Поцелуй смерти», изд. АСТ
- Страдание / англ. Affliction (2013)
- Джейсон / англ. Jason (2014)
- Мертвый лед / англ. Dead Ice (2015)
- Багровая смерть / англ. Crimson Death (2016)
- Змеевик / англ. Serpentine (2018)
- Запрещённый прием / англ. Sucker Punch (2020)
- Рафаэль / англ. Rafael (2021)
- Smolder (2023)
- Slay (2023)

## Герои серии романов
- Главные герои серии романов
- Анита Блейк — главная героиня серии. Миниатюрная женщина, на-четверть индианка, испанка, англо-саксонка, немка, физически очень сильная и мускулистая, с вьющимися черными волосами и карими глазами. Мать Аниты рано умерла, её воспитанием занималась мачеха и бабушка, которые её всячески притесняли, первая — из-за расизма, вторая — за экстрасенсорные способности. В первых книгах Анита — некромантка, притворяющаяся аниматором (оживителем мертвых (зомби) из могилы) в компании «Аниматор Инкорпорейтед», истребительница вампиров, помощник Региональной Группы по Расследованию Противоестественного. Позже — слуга-человек вампира, Мастера города Сент-Луиса, одна из триумвирата силы (мастер-вампир+слуга-человек+животное зова вампира), состоящего из Жан-Клода, Аниты и местного вервольфа Ричарда. В первых книгах серии Жан-Клод пытается соблазнить её, а Ричард — бойфренд Аниты. Позже Анита становится федеральным маршалом США, работает в подразделении по борьбе с противоественными преступлениями, постепенно становится одной из лучших в деле выслеживания и истребления вампиров и оборотней, нарушивших закон. После того, как Анита Блейк помогает Ричарду убить «короля вервольфов» (Ульфрика стаи), Ричард становится Ульфриком, позже, убив подругу прежнего ульфрика, Анита становится Лупой, «королевой» стаи. В первых книгах серии Анита не заражена ликантропией, поэтому не может быть полноценной королевой стаи. Ричард назначает её Больверком стаи (официальным палачом). В одном из романов Анита становится ещё и Нимир-Ра (королевой местной стай верлеопардов), она заражается ликантропией, на протяжении нескольких романов она заражается ещё несколькими штаммами ликантропии, но не перекидывается в животное-оборотня и становится своеобразным «медицинским чудом». На протяжении серии романов метафизические способности главной героини растут: в 20-м романе (Чёрный список) она уже в большей или меньшей степени обладает видами метафизических сил многих отрицательных персонажей, с которыми сражалась в предыдущих романах. С каждой новой книгой у Аниты Блейк появляется все больше «мужчин жизни» — постоянных любовников, друзей, приятелей и бойфрендов, с которыми она периодически занимается сексом. Анита Блейк, как слуга-человек вампира, должна периодически напитывать несколько видов метафизического «голода» — в первых книгах она «кормилась» сексом, позже стала насыщать метафизический голод гневом и жизненной силой. В одном из романов у неё появляется свой слуга-вампир и животное зова (вампир Дамиан и верлеопард Натаниэль): она образует свой собственный триумвират силы, выступая в качестве мастера. Анита Блейк во всех романах так и не становится ни вампиром, ни оборотнем. К 20-му по счету роману серии она обладает метафизическими силами вампиров, но ей не нужно «пить кровь» и на день «ложиться в гроб»; также у неё есть преимущества оборотней: физическая сила и способность к исцелению, но в то же время она не «перекидывается» каждое полнолуние. В 20 романе серии она поглощает силы «Матери всей тьмы», второго по древности вампира Марми Нуар(Анита убила также первого и третьего по древности вампиров).
- Жан-Клод — вампир, в начале подчинённый вампирши Николаос, прежней Принцессы вампиров Сент-Луиса (Мастера Города), а позже, после того как Анита убивает Николаос, сам становится Мастером Сент-Луиса. Создательница Жан-Клода вампирша Бель Морт, метафизические силы которой основаны на «питании» сексом, которые унаследовала вся линия её вампиров.

В первой паре романов Жан-Клод пытается соблазнить Аниту, потом влюбляется в неё. Как мастер города Сент-Луиса создает триумвират силы, в котором Анита и животное зова — вервольф Ричард. Все трое участников триумвирата тесно связаны метафизически и могут чувствовать эмоции друг друга, в случае смерти одного из участников возможна гибель всего триумвирата. Жан-Клод становится бойфрендом и любовником Аниты Блейк. в более поздних романах он делит её и в постели и в жизни с другими мужчинами.
- Ричард Зееман — Ричард вервольф, в начале серии — бойфренд Аниты Блейк. Ричард становится вервольфом после того, как не удачно привился от ликантропии. Во многих книгах серии он страдает из-за своей новой сущности и считает себя монстром. Тем не менее он становится членом стаи волков оборотней, под предводительством ульфрика Маркуса и его подруги. Ричард скрывает от близких и родных свою ликантропию, также он боится потерять работу школьного учителя. Он пытается «быть нормальным» и «не быть монстром» на протяжении всей серии романов. Ричард обладает садисткими наклонностями и неоднократно обвинялся своими любовницами в неоднократных изнасилованиях (сам был подвергнут изнасилованию и после повторял неудачный опыт в последующих отношениях). Позже Ричард бросит вызов Маркусу и убьет его, став новым ульфриком стаи, терроризируя своих подчиненных и практикуя изувеченье, кастрацию и изнасилование как метод наказания непослушных членов стаи (пока Анита не пригрозила Ричарду возмездием, даже ценой жизни, своей и Жан-Клода). На протяжении серии романов отношения Ричарда с главной героиней Анитой Блейк меняются — сначала они влюбленная пара, но Ричард все время переживает то, что он «монстр», а Анита — убийца, на этом фоне Анита начинает отношения со своим мастером-вампиром, что ещё больше отталкивает от неё Ричарда. У Аниты появляются все новые любовники, а он начинает ненавидеть её за полигамию и постоянно выясняет с ней отношения. Их взаимоотношения стабилизируются в 19 книге серии (Пуля), где он принимает Аниту такой, какая она есть и снова становится её любовником.
- Ашер — вампир-мастер, в прошлом любовник, а сейчас друг и заместитель Жан-Клода, впервые упоминается в «Смертельном танце», появляется в действии в «Жертве всесожжения». Ашер довольно старый и сильный вампир, также происходит из линии Белль Морт. Когда-то Ашер был прекрасен, но попал в руки палачей святой инквизиции и с тех пор половина его лица, частично грудь и бедра обезображены шрамами от святой воды. Во время пыток кожа Ашера расплавилась как воск и частично находится в таком «оплавленном» состоянии. Он стыдится своих шрамов и переживает о том, что он больше не красив. Ашер предпочитает мужчин, но иногда спит с Анитой и Жан-Клодом. Он чувствует себя одиноким потому, что Жан-Клод «позабыл» его.
- Джейсон Шуйлер — молодой бета-вервольф стаи Ричарда. Друг и любовник Аниты. Их с главной героиней связывает крепкая дружба с первых книг серии. Джейсон — оборотень. Так же он один из лучших друзей Аниты Блейк, а иногда и её любовник. В большинстве романов Джейсон — второстепенный персонаж. В главные герои автор вывела его в романе «Черная кровь», где Анита помогает Джейсону проститься с отцом перед смертью, отец ненавидит и всегда ненавидел сына за его склонность к артистизму и, гомосексуальность. Отправившись в родной город Джейсона, Анита и Джейсон должны создать видимость влюбленной пары. В последующих романах Джейсон упоминается вскользь, говорится о том, что кроме постоянного парня, у него есть постоянная девушка.
- Мика Каллахан — леопард-оборотень, Нимир Радж парда Сент-Луиса, любовник Аниты. Впервые появляется в «Нарциссе в цепях». Роман «Мика» полностью посвящён завязке отношений Аниты Блейк с Микой.
- Натаниэль Грейсон — верлеопард, стриптизер в клубе Жан-Клода, любовник и возлюбленный Аниты. Впервые появляется в романе «Жертва всесожжения». В этой книге ему только 19. Анита отмечает его мальчишеский взгляд, рост около пяти футов шести дюймов, очень длинные каштановые волосы, тело стриптизера и глаза необычного «фиалкового» цвета.

В последующих книгах Натаниэль мужает, растет, и Анита уже видит в нём далеко не мальчика-танцора. Натаниэль — абсолютно не доминантен, ему нужен кто-то, кто будет им управлять. Он любит боль. Он настолько не-доминант, что долгое время даже не хотел учиться говорить «нет». Однако Анита, хоть и взяла над ним полную опеку и устроила его жизнь рядом с собой, все же постепенно воспитала в нём чуть больше самостоятельности и сделала его способным делать выбор. Однако он все равно остался подчинённым, и, кажется, его это устраивает более чем полностью. До того, как стать верлеопардом, Натаниэль был наркоманом. Он живёт в её доме и спит в её кровати, выполняя при этом функции хозяйки дома. Он ценит домашний уют и старается создавать его в их с Анитой и Микой доме. Он взял на себя домашнюю работу и выполняет её с радостью и едва ли не гордостью. Ему нравится приносить пользу любимым людям Мике и Аните, с которыми живёт вместе. Натаниэль является подвластным зверем Аниты и её pomme de sang (любовником от которого она метафизически «кормится»). Изначально он лишь помогал ей утолять ardeur (метафизический голод), но через некоторое время стал её бойфрендом и возлюбленным. Натаниэль живёт с Анитой и Микой в её доме и, похоже, любит их обоих. В романе «Пуля» Натаниэль заводит отношения с Микой, при этом оба они остаются любовниками и возлюбленными Аниты. Известно, правда, что «полноценного» секса у них с Микой на момент действия романа нет. Кроме того, Натаниэль — лучший друг Джейсона Шуйлера, и со Стивеном они тоже близкие друзья. Появляется в книгах: Жертва всесожжения, Голубая луна, Нарцисс в цепях, Лазоревый грех, Сны инкуба, Пляска смерти, Арлекин, Кровь Нуар, Флирт, Пуля, Поцелуй мертвеца.
- Второстепенные персонажи романов:
- Аарон Зееман — брат Ричарда. («Голубая луна»).
- Айкенсен — помощник шерифа, убийца. Был убит Анитой в конце книги. («Кафе лунатиков»).
- Алехандро — вампир-мастер, поставивший Аните четыре метки для того, чтобы сделать её своим человеком-слугой и завладеть силой Жан-Клода. Убит Анитой, из-за чего она сама чуть не умирает. («Цирк Проклятых»).
- Алекс — тигр-оборотень, сын Королевы красных тигров Лас-Вегаса, любовник и животное зова Аниты.
- Альфред — вервольф, убийца («Кафе лунатиков»).
- Андриа — сводная сестра Аниты, на два года её младше (упоминается в «Кафе лунатиков», «Смертельном танце»).
- Анхелито — человек-слуга вампирши Мюзетт, который по её приказу пытается убить Аниту («Лазоревый грех»).
- Аякс — гиенолак, телохранитель Нарцисса («Нарцисс в цепях»).
- Бабуля Блейк — бабушка Аниты со стороны отца, упоминается в ряде книг. Воспитывала Аниту, после смерти своей первой невестки (которую ненавидела), очень религиозна и считает метафизические способности Аниты данными дьяволом.
- Бабушка Флорес — бабушка Аниты со стороны матери. Возможно, занималась вуду, так как к ней отправили Аниту научиться обращаться со своей силой, после того как в юном возрасте она подняла свою собаку, чем ужасно перепугала всех, упоминается в «Смеющемся трупе».
- Базз — «молодой» вампир, швейцар в «Запретном плоде» («Запретный плод», «Кафе лунатиков», «Сны инкуба»).
- Бальтазар — человек-слуга Странника («Жертва всесожжения»).
- Барнаби — вампир, заместитель мастера города Майертона Колина («Голубая луна»).
- Бартоломе — вампир-ребёнок из свиты Мюзетт. Бартоломе — старый вампир, «заключённый» в теле ребёнка. Страдает от невозможности удовлетворить свои потребности, поэтому получает удовольствие пытая других. («Лазоревый грех»).
- Бахус — гиенолак («Нарцисс в цепях»).
- Беверли Зееман — сестра Ричарда («Голубая луна»).
- Бекки — маленькая дочь Донны. Очень любит Эдуарда и приняла его как своего отца. Когда она попала в плен, то ей сломали несколько пальцев. Позже Эдуард отдал её в хор. («Обсидиановая бабочка»).
- Белль Морт (Прекрасная Смерть) — вампир мастер, член Совета, источник кровной линии, создательница Жан Клода. Впервые упоминается в «Жертве всесожжения».
- Бернардо Конь-в-Яблоках — представитель коренного населения США, телохранитель и наёмник, «сотрудник» Эдуарда, позже маршал США, официальный истребитель вампиров и оборотней, нарушивших закон. В одной команде с Анитой участвует в расследдованиях и «охотах» в нескольких романах серии. В первые упоминается в «Обсидиановая бабочка».
- Берт Вон — бывший босс Аниты, менеджер «Аниматорз Инкорпорейтед».
- Бетти Шаффер — девушка, обвинившая Ричарда в изнасиловании («Голубая луна»).
- Бобби Ли — крысолюд, телохранитель Рафаэля («Нарцисс в цепях», «Лазоревый грех»).
- Брэдли, Бредфорд — федеральный агент, глава нового подразделения ФБР, занимающегося расследованием преступлений с противоестественной подоплёкой. Впервые появляется в «Кровавых костях».
- Бурхард — человек-слуга Николаос («Запретный плод»).
- Вайолет — леопард-оборотень из парда Микки («Нарцисс в цепях»).
- Валентин — вампир, серийный убийца, оставил Аните самый страшный из её шрамов — на левой ключице («Запретный плод»).
- Валентина — вампир-ребёнок из свиты Мюзетт, из-за детского тела она не может заниматься сексом, поэтому стала изощренным палачом и получает от этого удовольствие («Лазоревый грех»).
- Верн — вервольф, Ульфрик стаи Майертона («Голубая луна»).
- Вивиан — леопард-оборотень, подруга Стивена («Жертва всесожжения»).
- Вилли МакКой — «молодой» вампир, подчинённый Жан Клода. Впервые появляется в «Запретном плоде».
- Витторио — мастер вампиров, серийный убийца («Сны инкуба»).
- Габриэль — леопард-оборотень, альфа парда (Нимир-Радж) Сент-Луиса, извращенец и убийца, убит Анитой («Кафе лунатиков», «Смертельный танец»).
- Гарольд Гейнор — богач-извращенец («Смеющийся труп»).
- Гвен — вервольф, подруга любовница Сильвии («Жертва всесожжения»).
- Гидеон — ликантроп-тигр, часть триумвирата Падмы («Жертва всесожжения»).
- Гленн Зееман — брат Ричарда («Голубая луна»).
- Грегори — леопард-оборотень, брат близнец Стивена, впервые появляется в «Кафе лунатиков».
- Гретхен — вампир, подчинённая Жан Клода («Кафе лунатиков»).
- Дамиан — тысячелетний вампир, не обладающий способностями мастера, слуга Аниты. Впервые появляется в «Смертельном танце».
- Джейкоб — вервольф, подручный Химеры, некоторое время был Фреки клана Тронной Скалы («Нарцисс в цепях»).
- Джеймисон Кларк — аниматор из «Аниматорз Инкорпорейтед».
- Джейд -тигр-оборотень, была животным зова Мастера, члена Арлекина. Ныне любовница Аниты.
- Джемиль — вервольф, Фреки стаи Сент-Луиса. Впервые появляется в «Смертельном танце».
- Дженет Тэлбот — оборотень-собака («Нарцисс в цепях»).
- Джессика Арнет — детектив из РГРПС, впервые появляется в «Нарциссе в цепях».
- Джил (Джилберт) — оборотень-лис («Нарцисс в цепях»).
- Джина — леопард-оборотень из парда Мики («Нарцисс в цепях»).
- Джозеф — оборотень-лев, глава прайда Сент-Луиса («Нарцисс в цепях», «Пляска смерти»).
- Джон Берк — аниматор и жрец вуду из Нового Орлеана («Смеющийся труп»).
- Джордж Смитц — убийца («Кафе лунатиков»).
- Джош — сводный брат Аниты, младше её на десять лет.
- Джудит — мачеха Аниты.
- Джулианна — человек слуга и возлюбленная Ашера, впервые упоминается в «Смертельном танце».
- Дионис — гиенолак («Нарцисс в цепях»).
- Дольф — сержант Рудольф Сторр. Детектив, глава РГРПС, друг Аниты.
- Донна — жена Эдуарда. Ревновала Эдуарда к Аните («Обсидиановая бабочка»).
- Донован Риис — царь лебедей, наследственный оборотень («Нарцисс в цепях»).
- Доминга Сальвадор, Сеньора — колдунья вуду, аниматор («Смеющийся труп»).
- Доминик Дюмар — некромант, человек слуга Сабина («Смертельный танец»).
- Домино — тигр-оборотень, животное зова Аниты.
- Доркас Бувье — фейри («Кровавые кости»).
- Дракон — древняя вампир-мастер, член Совета. Впервые упоминается в «Голубой луне».
- Дэниел Зееман — брат Ричарда («Голубая луна»).
- Захария — аниматор, подручный Николаос («Запретный плод»).
- Зебровски — детектив из РГРПС, друг Аниты.
- Зейн — леопард-оборотень, впервые появляется в «Смертельном танце».
- Зигмунд — любимый плюшевый пингвин Аниты.
- Иветта — гниющий вампир, приближенная Морт д’Амура («Жертва всесожжения»).
- Игорь — крысолюд из группы Рафаэля, телохранитель Аниты («Нарцисс в цепях»).
- Ирвинг Гризвольд — вервольф, репортёр, впервые появляется в «Смеющемся трупе».
- Итцпапалотль — вампир, мастер города Альбукерке («Обсидиановая бабочка»).
- Калеб — леопард-оборотень из парда Мики, впервые появляется в «Нарциссе в цепях».
- Карл Белизариус — адвокат Ричарда («Голубая луна»).
- Карл Ингер — человек-слуга мистера Оливера («Цирк Проклятых»).
- Каспар Гундерсон — лебедь-оборотень. Помогал устраивать охоту на оборотней. Убит Эдуардом. Его шкура висит у Аниты дома. («Кафе лунатиков»).
- Кассандра — вервольф, член триумвирата Сабина. Убита Анитой. («Смертельный танец»).
- Кевин — вервольф из стаи Сент-Луиса («Жертва всесожжения»).
- Клодия — крысолюд из группы Рафаэля, телохранитель Аниты («Нарцисс в цепях», «Лазоревый грех», «Пляска смерти»).
- Колин — вампир, мастер города Майертона («Голубая луна»).
- Крейг — ночной секретарь в «Аниматор Инкорпорейтед» (впервые упоминается в «Кафе лунатиков»).
- Кристина — тигр-оборотень («Кафе лунатиков», «Смертельный танец»).
- Криспин — тигр-оборотень, животное зова Аниты (впервые упоминается в «Черная кровь»)
- Ксавье — вампир с примесью крови фейри, педофил («Кровавые кости»).
- Кэрри Онслоу (доктор Онслоу) — биолог, занимается изучением троллей, подруга и любовница Ричарда («Голубая луна»).
- Кэти Зебровски — жена Зебровски, впервые упоминается в «Запретном плоде».
- Кэтрин — двоюродная бабушка Аниты, в честь которой Анита получила второе имя (упоминается в «Кровавых костях»).
- Кэтрин Мейсон Джилетт — подруга Аниты, адвокат, впервые появляется в «Запретном плоде».
- Ларри (Лоуренс) Киркланд — сотрудник и друг Аниты, аниматор и ликвидатор вампиров, впервые появляется в «Цирке Проклятых».
- Лив — вампир, подчинённая Жан Клода («Смертельный танец», «Жертва всесожжения»).
- Лилиан (доктор Лилиан) — крысолюд, врач, возглавляющий госпиталь для ликантропов. Впервые появляется в «Запретном плоде».
- Линус Бек — человек с парапсихическими способностями («Голубая луна»).
- Ллин Бувье — фейри темного круга, иммигрировавший в Америку. Основатель семьи Бувье («Кровавые кости»).
- Лоррен — вервольф бета из стаи Сент-Луиса («Жертва всесожжения»).
- Лондон — вампир из Лондона, любовник Аниты, уезжает из Сент-Луиса, когда пристрасти́лся к ardure.
- Луи (Луис) Фейн — крысолюд, университетский преподаватель, бойфренд Ронни Симс. Впервые появляется в «Запретном плоде».
- Люси Винстон — вервольф из стаи Майертона, любовница Ричарда («Голубая луна»).
- Люсиль Сторр — жена Дольфа Сторра, впервые упоминается в «Смеющемся трупе».
- Лютер — бармен в баре «Мертвый Дэйв» («Запретный плод», «Смеющийся труп»).
- Магнус Бувье — фейри, заключивший сделку с вампирами («Кровавые кости»).
- Майра — вервольф из стаи Майертона, предательница («Голубая луна»).
- Мак Киннон, Пит (капитан Мак Киннон) — пожарный и следователь по поджогам («Жертва всесожжения»).
- Малкольм — вампир, глава Церкви Вечной Жизни.
- Маргарита — человек-слуга Ясмин («Цирк Проклятых»).
- Марианна — колдунья и экстрасенс, варгамор вервольфов Майертона («Голубая луна»).
- Марко — лев-оборотень, подчинённый Химеры («Нарцисс в цепях»).
- Маркс, лейтенант — полицейский из Нью Мексико («Обсидиановая бабочка»).
- Маркус Флетчер — вервольф альфа, Ульфрик стаи Сент-Луиса, погиб в поединке с Ричардом («Кафе лунатиков», «Смертельный танец»).
- Марми Нуар, Мать Тьмы (Нежная Мать, Ласковая Тьма, Королева Кошмаров) — прародительница вампиров, номинальная глава Совета. Впервые упоминается в «Голубой луне», появляется в действии в «Лазоревом грехе».
- Мелани — ламия («Цирк Проклятых»).
- Менг Дье — вампир-мастер, подчинённая Жана Клода, впервые появляется в «Нарциссе в цепях».
- Мерлиони, Роберто — детектив из РГРПС, впервые появляется в «Смеющемся трупе».
- Мерль — леопард-оборотень, телохранитель Мики, впервые появляется в «Нарциссе в цепях».
- Мертвый Дэйв — вампир, бывший полицейский. Держит бар в вампирском районе Сент-Луиса, иногда помогает полиции («Запретный плод», «Смеющийся труп»).
- Мефистофель — золотой тигр-оборотень, животное зова и любовник Аниты, влюблен в Ашера.
- Миссис Прингл — соседка Аниты по её первой квартире, держит шпица по имени Крем («Запретный плод», «Смертельный танец»).
- Моника Веспуччи — человек-вампироман, жена Роберта, родила от него ребёнка («Запретный плод», «Смертельный танец»).
- Моровен (Немхаин) — вампир-мастер, создательница Дамиана. Впервые упоминается в «Жертве всесожжения» как «Та, кто создала Дамиана».
- Морт д’Амур — Возлюбленный Смерти, вампир-мастер, член Совета, основатель линии разлагающихся вампиров. Впервые упоминается в «Жертве всесожжения».
- Мэйден — коп, федеральный агент («Голубая луна»).
- Мэнни (Мануэль Родригес) — аниматор из «Аниматорз Инкорпорейтед», наставник Аниты.
- Мэри — дневной секретарь в офисе Аниты.
- Мюзетт — вампир-мастер, лейтенант Белль Морт («Лазоревый грех»).
- Нарцисс — гиенолак альфа, гермафродит, владелец клуба для садомазохистов («Нарцисс в цепях»).
- Нечестивец и Истина — древние вампиры, пережившие гибель своего источника. Считаются сильнейшими воинами среди вампиров. Дали клятву подчиняться Жан-Клоду («Сны инкуба»). Любовники Аниты.
- Никки — лев-оборотень, «невеста» и возлюбленный Аниты.
- Николаос — тысячелетний вампир, мастер Сент-Луиса, убита Анитой. По внешности милая девочка, а внутри жуткая садистка. («Запретный плод»).
- Ной — леопард-оборотень, телохранитель Мики, впервые появляется в «Нарциссе в цепях».
- Обри — пятисотлетний вампир, подчинённый Николаос, убит Анитой («Запретный плод»).
- Олаф, Отто Джефрис — наёмник, коллега Эдуарда, садист, насильник и убийца. Влюбляется в Аниту. В списке ликвидации становится львом. Впервые упоминается в «Обсидиановая бабочка».
- Оливер (мистер Оливер), Колебатель Земли — вампир более чем миллионолетнего возраста, член Совета. Убит Анитой («Цирк Проклятых»).
- Орландо Кинг — знаменитый охотник на оборотней, заразившийся несколькими видами ликантропии. Страдал расщеплением личности, наиболее выраженными из его вторичных личностей были Химера, Коронус (змея-оборотень) и Бун — оборотень-медведь («Нарцисс в цепях»).
- Падма — вампир-мастер, член Совета, мастер зверей («Жертва всесожжения»).
- Паоло — вампир из свиты Мюзетт («Лазоревый грех»).
- Перри Клайв — детектив из РГРПС, самый вежливый полицейский в мире.
- Питер — подросток, сын Донны. Очень похож по характеру на Эдуарда, но не принимает его. Был изнасилован. («Обсидиановая бабочка»).
- Примо — вампир, подчинённый Жан-Клода, перешёл к нему от Дракона («Сны инкуба»).
- Пэрис — вервольф из стаи Химеры, претендентка на место лупы Ричарда («Нарцисс в цепях»).
- Райна Уоллис — вервольф альфа, лупа стаи Сент-Луиса, подруга Маркуса. Убита Анитой, но её дух постоянно появляется в теле Аниты. («Кафе лунатиков», «Смертельный танец»).
- Рамирес Эрнандо — полицейский из Нью Мексико («Обсидиановая бабочка»).
- Рафаэль — крысолюд, царь крыс-оборотней Сент-Луиса, друг Аниты. Ранее подчинённый Никлаос.
- Рашида — вервольф («Цирк Проклятых»).
- Реквием — вампир, второй помощник Жан Клода. Впервые появляется в «Снах инкуба».
- Роберт — столетний вампир, актёр в «Запретном плоде», убит Домиником Дюмаром во время некромантского ритуала, по приказу Сабина. («Запретный плод», «Смертельный танец»).
- Роксана — вервольф, лупа стаи Майертона («Голубая луна»).
- Ронни (Вероника) Симз — подруга Аниты, частный детектив.
- Сабин — вампир-мастер из линии Белль Морт, глава триумвирата. Отказался от питья крови по требованию Кассандры и стал разлагаться заживо («Смертельный танец»).
- Сезар — оборотень-ягуар («Обсидиановая бабочка»).
- Серефина — вампир, мастер Брэнсона, увеличила свои силы с помощью магии фейри, едва не превратила Аниту в вампира («Кровавые кости»).
- Сет — оборотень-ягуар («Обсидиановая бабочка»).
- Сильвия Баркер — вервольф альфа, Фреки стаи Сент-Луиса, впервые появляется в «Кафе лунатиков».
- Синрик- тигр-оборотень, животное зова и любовник Аниты.
- Стивен — вервольф, стриптизер в «Запретном плоде», впервые появляется в «Цирке Проклятых».
- Странник — вампир-мастер, не имеющий материальной формы и путешествующий по телам, член Совета. Впервые появляется в «Жертве всесожжения».
- Тамми Рейнольдс — детектив из РГРПС, ведьма христианка, жена Ларри Киркланда. Впервые появляется в «Смертельном танце».
- Тед (Теодор) Форрестер — псевдоним Эдуарда, его альтер эго — добропорядочный семьянин.
- Тедди — вервольф из стаи Сент-Луиса («Жертва всесожжения»).
- Тереза — старый вампир, подчинённая Николаос («Запретный плод»).
- Титус — шериф, убийца («Кафе лунатиков»).
- Томас Карсвел (капитан Карсвел) — человек-слуга, член триумвирата Падмы («Жертва всесожжения»).
- Уилкс Билли — шериф города Майертона, преступник («Голубая луна»).
- Улисс — гиенолак, телохранитель Нарцисса («Нарцисс в цепях»).
- Уоррик — вампир-мастер, приближенный Морт д’Амура («Жертва всесожжения»).
- Фауст — вампир, подчинённый Жан Клода, впервые появляется в «Нарциссе в цепях».
- Фернандо — крысолюд, сын Падмы («Жертва всесожжения»)
- Филипп — человек-вампироман, несостоявшаяся любовь Аниты («Запретный плод»).
- Френклин (Френк) Найли — богач, коллекционер реликвий («Голубая луна»).
- Фримонт — женщина, сержант полиции («Кровавые кости»).
- Ханна — вампир, подруга Вилли Мак Коя, впервые появляется в «Жертве всесожжения».
- Харли — ассистент Эдуарда («Смертельный танец»).
- Хейди — вервольф из стаи Сент-Луиса («Смертельный танец»).
- Химера (Орландо Кинг) — универсальный оборотень, ликантроп особой разновидности, способный превращаться в нескольких разных животных («Нарцисс в цепях»).
- Чарльз Монтгомери — аниматор, коллега Аниты. Впервые упоминается в «Смеющемся трупе».
- Черри — леопард-оборотень, медсестра по образованию, впервые появляется в «Жертве всесожжения».
- Шанг Да — вервольф, Гери стаи Ричарда, впервые появляется в «Голубой луне».
- Шарлотта Зееман — мать Ричарда («Голубая луна»).
- Эванс — ясновидец, иногда помогающий Аните в расследованиях. Впервые упоминается в «Смеющемся трупе».
- Эдуард — наёмный убийца по прозвищу Смерть, «охотник за головами», друг и соперник Аниты. Начальник Олафа и Бернардо. Говорит, что Анита часть его души.
- Элизабет — леопард-оборотень («Кафе лунатиков», «Жертва всесожжения», «Нарцисс в цепях»).
- Энтони Дитрих — отец Стивена и Грегори («Сны инкуба»).
- Эрик — Фреки стаи Майертона («Голубая луна»).
- Янош — вампир-мастер из окружения Серефины («Кровавые кости»).
- Ясмин — вампир-мастер из окружения Жан Клода («Цирк Проклятых»)

## Вампиры в «Аните Блейк»
В этой серии романов вампиры представляют собой стандартных мертвецов, воскрешённых некой «силой» (что именно это за «сила» неизвестно до сих пор). Они днём «спят» и поднимаются только с наступлением темноты (однако здесь есть исключения, если вампир обладает достаточно большой силой, то он может бодрствовать и днём). Реагируют на освященные предметы — кресты (светятся, ослепляя вампиров), святая вода (оставляет на их теле шрамы, сравнимые с шрамами от ожогов или кислоты на теле человека), писания и т. д. Если тела вампиров коснется пламя, то они мгновенно вспыхивают и горят до тех пор, пока от них не останется кучка пепла. Солнечный свет действует примерно также, как пламя.
Практически все вампиры (даже молодые) обладают физической силой (могут поднимать тяжести, очень быстро двигаются) во многом превышающие человеческие возможности. Способны гипнотизировать людей, если поймают их взгляд. Могут чувствовать человеческие эмоции: страх, злость и т. д. Некоторые в состоянии отличить ложь от правды (хотя если человек что-то говорит, считая это правдой, хотя на самом деле это ложь, вампир все равно определит эту информацию как правду).
Действия в книге «Запретный плод» происходят два года спустя дела «Аддисон против Кларка», когда суд дал новое определение словам «жизнь» и «смерть», то есть вампиры на территории США, как одной из немногих стран (каких же именно «немногих» не упоминается), были признаны полноправными гражданами.

## Оборотни в «Аните Блейк»
Оборотни, ликантропы (англ. lycanthropes) — сверхъестественная раса в мире Аниты Блейк. По закону ликантропы являются людьми с тяжёлым заболеванием. Ликантропия дает этим людям внутреннего зверя и возможность менять форму на животную. Оборотни, в зависимости от вида, объединяются в группы-стаи. Хотя как правило они не живут все вместе, стая всегда очень тесно связана. Как и в животном мире, в стае соблюдается жесткая иерархия. Оборотни делятся на множество видов, у каждого вида свой способ строить власть и иерархию в стае.
```
Особенности поведения, способности:
```

Аура оборотней ощущается как теплая покалывающая сила. Каждая группа оборотней имеет самоназвание и особенные названия для вожаков. В полнолуние превращение в зверя обязательно, ему нельзя сопротивляться. В другое время оборотни могут принимать животную форму по желанию. Кроме того, у недавно обращенных трансформация может происходить во время секса, алкогольного опьянения, сильных эмоций и прочих состояний ослабленного контроля.
У обычных оборотней есть только две формы: животная и человеческая. Более сильные могут принимать образ человека-зверя (у волков это называется волколаком): прямоходящего антропоморфного зверя. Особенно сильные оборотни могут изменять только части своего тела (например, звериные когти на человеческой руке).
Слабые оборотни после того, как перекинутся, должны провести в животной форме от шести до восьми часов, а затем ещё будут около четырёх часов ослаблены или просто без сознания. Сильные оборотни могут менять форму по желанию, независимо от времени, или с более короткими временными промежутками.
Если проводить в животной форме слишком много времени, есть риск уже никогда не принять человеческую или принять её не до конца (остаться с звериными глазами, клыками или когтями).
Вожак стаи может контролировать трансформацию подчинённых: заставить зверя успокоиться или же наоборот вызвать его.
Оборотни не могут заболеть никакой инфекцией и залечивают любые раны, кроме нанесенных серебром или когтями других сверхъестественных существ. Также оборотень не сможет залечить рану, если прижечь её раскаленным металлом или огнём. Смертельными являются раны в голову и сердце.
Поведение оборотней основывается на иерархии. Самцы и самки делятся на два вида: альфа- и бета-. Альфа-оборотни — доминантные, сильные личности, бета- подчинённые. Доминантность определяется преимущественно силой воли, чем физической или метафизической силой, но в схватках за главенство физическая сила играет не последнюю роль.
Оборотень того же вида, что подвластный зверь Мастера вампиров, подчиняется этому Мастеру.
Заражение:
Заразиться ликантропией можно через кровь, во время беременности (от матери к плоду), через некачественную вакцину. В некоторых случаях способности к оборотничеству наследуются (как у лебедей, собак и некоторых тигров).
Проще всего заразиться волчьей и крысиной ликантропией (иногда хватает одной царапины), сложнее всего передается ликантропия крупных кошачьих.
Можно заразиться ликантропией только одного вида, а ликантропия и вампиризм дают перекрёстный иммунитет друг на друга.
- Вервольфы

Волки — одна из самых распространённых форм ликантропии. Самоназвание вервольфов — ликои (по имени Ликаона). В иерархии стаи и внутренних терминах распространены скандинавские названия.
Духи предков стаи называются мунин, вожак стаи — Ульфрик, его подруга и спутница — Лупа (lupa — волчица).
Второй в иерархии стаи носит звание Гери. Только Гери может бросить вызов вожаку, при этом он становится Фенриром.
Фреки — третий в иерархии стаи.
Силовики вожака — по именам волков Одина: Сколль и Гати.
В стае существует так же название для палача стаи (Больверк) и специально назначенных оборотней, помогающих новичкам владеть собой и зверем во время секса (Эрос и Эрато).
Стая оборотней в Сент-Луисе носит название Клан Троннос Рокке (Клан тронной скалы). Место собрания вервольфов — лупанарий.
Для изменения положения в иерархии стаи проводятся схватки. Достаточно, чтобы побежденный признал победителем соперника, но схватка за место Ульфрика всегда смертельна. Лупой можно стать только по выбору вожака, это не должность в стае, а звание для его подруги.
Известные вервольфы: Маркус, Райна, Стивен, Сильвия (Гери), Гвен, Ричард (Ульфрик), Джейсон Шуйлер и другие.
Вервольфы и волки — звери зова Жан-Клода. Также их призывал Падма.
- Верлеопарды:

Наиболее практичные из всех оборотней, леопарды Сент-Луиса — одна из наиболее слабых групп из-за их прежнего вожака, Габриэля. В настоящее время леопардами правят Анита и Мика.
Самоназвание леопардов — парды. Леопарды Сент-Луиса носят (после объединения пардов Мики и Аниты) названия «Кланы Кровопийц и Людоедов».
Королева оборотней называется Нимир-Ра, а король — Нимир-Радж.
Известные верлеопарды: Мика (Нимир-Радж), Натаниэль, Грегори, Черри, Ной, Мерль, Вивиан, Калеб, Джина, Элизабет, Габриэль, Зейн и другие.
Леопард — зверь зова Аниты.
- Крысолюды:

Оборотни-крысы — одна из наиболее многочисленных групп оборотней в Сент-Луисе. Самоназвание группы — Родера или Родеро, вожак называется Царем Крыс.
В Сент-Луисе Царем Крыс является Рафаэль. Он один из друзей Аниты, а в его родере преобладают бывшие наёмники, солдаты и полицейские, из-за чего именно крысолюды преобладают в охране предприятий Жан-Клода.
Известные крысолюды: Рафаэль (Царь Крыс), доктор Лилиан, Бобби Ли, Клодия, Игорь, Луис Фейн и другие.
Крыса являлась зверем зова Принцессы Города Николаос.
- Гиенолаки:

Вожак гиенолаков называет себя Обей (Оба). В Сент-Луисе вожаком гиен является Нарцисс.
Гиена — зверь зова Ашера.
Известные гиенолаки: Римус, Нарцисс (Обей), Аякс, Бахус, Дионис и другие.
- Другие оборотни:

Львы — наиболее жестокий вид оборотней. Стая называется прайдом, его вожаки — Рекс и Регина соответственно. В Сент-Луисе прайд возглавляет лев Джозеф, позже прайд львов возглавит Хейвен, который станет любовником Аниты. Хейвен будет угрожать другим любовникам Аниты и она застрелит его. Также верльвом будет Никки — социопат, преступник, похититель и «невеста» Аниты, лев, которого она «привязала» к себе и лишила свободной воли.
Тигры — один из редчайших видов. Делятся на прирождённых и переживших нападение, при том прирождённые делятся по цветам: белый, голубой, золотой, красный, чёрный. Анита может призывать каждый вид, но до того, как она обрела эту способность, единственным вертигром в городе являлась Кристина.
Собаки — оборотни-собаки передают свою способность по наследству, обычно в результате проклятия. Из собак Сент-Луиса известна только Джанет.
Лисы — единственный представитель этой ликантропии в Сент-Луисе — оборотень Джилберт (Джил), весьма трусливый.
Медведи — замкнутая группа, о которой мало что известно, кроме того, что их женщину-вожака называют Урса.
Лебеди — прирождённые оборотни, и царь лебедей тоже должен быть рожден царем. В Сент-Луисе царем лебедей является Донован Риис.
Змеелюды — хладнокровные оборотни, принимающие форму змей. Вождя называют Коронус.
Панвера (Универсальный оборотень) — ликантроп, умеющий принимать более одной животной формы.

## Прочие существа «Аниты Блейк»
- Зомби — нежить, мертвецы, которых аниматоры (люди с сверхъестественными способностями) с помощью особого ритуала могут поднимать из могилы. Эти мертвецы не имеют сознания, они лишь на некоторое время сохраняют часть памяти из прошлой жизни и, если с зомби хорошо обращаются они могут сохранять сознание на срок от недели до десяти или около того дней. Однако шок, запугивание, избиение может сломать, сделать недееспособными зомби[4]. Вставая из могилы зомби жаждут крови и плоти и не получая этого начинают разлагаться. Плотоядные зомби живут дольше обычных (был известен случай, когда женщина-зомби жила около трёх лет, её кормили мясом животных)[5]. Очень редко зомби сходили с ума и нападали на людей, считая их пищей[5]. Если человека убили, а после его смерти этого человека поднимут зомби, то зомби не слушается ничьих приказов (обычно зомби полностью подчинён поднявшему его аниматору) пока не найдет и не отомстит своему убийце. Зомби, бывший при жизни аниматором или адептом Вуду неуправляем.
- Гули — нежить, их происхождение непонятно. Все что известно о их происхождении гули или встают из могил сами, или приходя откуда-то снаружи. Есть несколько теорий. Первая: гулями становятся злые люди. Вторая: гулем становятся человек, укушенный сверхъестественным существом — вампиром, оборотнем[5]. Однако сама Анита Блейк все эти теории отвергала. Появляются на тех кладбищах, святость земли которых начинает ослабевать. А это либо в случае когда кладбище очень старое, либо когда на нём проводят сатанинские или вудуистские обряды. Гули в отличие от зомби форму сохраняют, не разлагаются. Они трусы (никогда не нападут на человека если он не ранен и в сознании), похожи на стайных животных, им чуждо понятие совместной работы с кем-то (для них есть три категории: сородич, еда, враг)[5].